# Солодовников Олексій Павлович
Олексій Павлович Солодовников (24 вересня 1928, Токарево — 2017) — український живописець; член Спілки радянських художників України з 1961 року. Заслужений художник України з 2007 року.

## Біографія
Народився 24 вересня 1928 року в селі Токаревому (нині Ярославська область, Росія). Протягом 1943—1948 років навчався у Ярославському художньому училищі; 1955 року закінчив Київський державний художній інститут, де був учнем Сергія Григор'єва.
Мешкав у Києві в будинку на вулиці Тургенєвській, № 51, квартира № 5 та у будинку на вулиці Академіка Курчатова, № 11, квартира № 169. Помер у 2017 році.

## Творчість
Працював у галузі станкового живопису, майстер жанрових картин. Серед робіт:
- «Юний шахіст» (1951);
- «У радянському суді» (1955);
- «У казематі» (1961);
- «У парку Тараса Шевченка, Київ» (1961);
- «За царським наказом. У солдати» (1964);
- «Листівка» (1965);
- «Роки грозові» (1967);
- «Студент» (1968);
- «Футбол» (1979).

Брав участь у республіканських виставках з 1951 року.
Роботи художника представлені у музейних, галерейних та приватних колекціях в Україні та за її межами.